# Quang Bình, Tuyên Quang
Quang Bình là một xã thuộc tỉnh Tuyên Quang, Việt Nam.

## Địa lý
Xã Quang Bình có vị trí địa lý: 
- Phía đông giáp các xã Tân Trịnh và Bằng Lang
- Phía tây giáp xã Yên Thành và xã Khuôn Lùng
- Phía nam giáp tỉnh Lào Cai và xã Bằng Lang
- Phía bắc giáp các xã Quảng Nguyên và Tiên Nguyên.

Xã Quang Bình có diện tích 130,15 km², dân số năm 2019 là 10.370 người, mật độ dân số đạt 80 người/km².

## Lịch sử
Địa bàn xã Quang Bình hiện nay trước đây vốn là xã Yên Bình thuộc huyện Bắc Quang và xã Tân Nam thuộc huyện Xín Mần.
Ngày 1 tháng 12 năm 2003, Chính phủ ban hành Nghị định 146/2003/NĐ-CP về việc thành lập huyện Quang Bình. Xã Yên Bình trực thuộc huyện Quang Bình mới thành lập, điều chỉnh 7.683 ha diện tích tự nhiên và 2.482 nhân khẩu của xã Tân Nam thuộc huyện Xín Mần sang trực thuộc huyện Quang Bình.
Ngày 7 tháng 12 năm 2010, Chính phủ ban hành Nghị quyết 47/NQ-CP về việc thành lập thị trấn Yên Bình trên cơ sở nguyên trạng 4.750 ha diện tích tự nhiên và 6.665 nhân khẩu của xã Yên Bình.
Ngày 27 tháng 12 năm 2012, UBND tỉnh Hà Giang ban hành Quyết định số 2979/QĐ-UBND về việc công nhận thị trấn Yên Bình là đô thị loại V.
Ngày 16 tháng 6 năm 2025, Ủy ban Thường vụ Quốc hội ban hành Nghị quyết số 1684/NQ-UBTVQH15 về việc sắp xếp các đơn vị hành chính cấp xã của tỉnh Tuyên Quang năm 2025. Theo đó, sắp xếp toàn bộ diện tích tự nhiên, quy mô dân số của thị trấn Yên Bình và xã Tân Nam thành xã mới có tên gọi là xã Quang Bình.

## Giao thông
Xã Quang Bình có hệ thống giao thông khá thuận lợi với tuyến quốc lộ 279 đi qua theo chiều đông-tây, tỉnh lộ 178 nối với huyện Xín Mần và tỉnh lộ 1873 đi về các xã phía nam và sang huyện Bắc Quang.